# São Brás do Regedouro
São Brás do Regedouro é uma extinta freguesia do concelho de Évora que, apesar de antiga, não se conhece a data exacta da sua fundação. Durante os primeiros decénios do século XX a freguesia foi extinta e anexa, primeiro à de Nossa Senhora da Graça do Divor e depois, à de Nossa Senhora da Tourega, sendo extinta em 31 de Dezembro de 1936.
São Brás do Regedouro é hoje uma pequena povoação perto do limite dos concelhos de Évora e Viana do Alentejo.